# 마마이

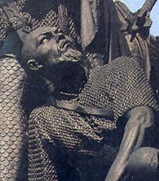

마마이 칸(Мамай, ? ~ 1380년)은 1370년대의 청장 한국의 강력한 군사령관이었다. 그는 이 유목국가의 서부에 살았는데 그곳은 현재 남부 우크라이나 스텝과 크림반도이다.
마마이는 만부장(템니크)으로서 노가이 칸의 손자이며 칭기스칸의 후손이나 그의 킵차크 한국의 왕좌에 대한 주장은 베르디베크 칸의 딸과의 결혼으로 아마도 유효하게 되었다.
1378년 ~ 1380년에 루스와 전쟁을 벌여 1378년 보자 강 전투와 1380년 쿨리코보 전투에서의 드미트리 돈스코이 아래의 루스인에게 대패한 후에 마마이는 카파(크리미아)에서 제노아인에 의해 암살당했다.
그 사건은 토크타미슈가 킵차크 한국을 통일하는 칸이 되는 길은 깔아 주었다.